# Вівчарик острівний
Вівча́рик острівний (Phylloscopus nigrorum) — вид горобцеподібних птахів родини вівчарикових (Phylloscopidae). Ендемік Філіппін. Раніше вважався конспецифічним з гірським вівчариком. Виділяють низку підвидів.

## Підвиди
Виділяють сім підвидів:
- P. n. peterseni Salomonsen, 1962 — Палаван;
- P. n. benguetensis Ripley & Rabor, 1958 — північ Лусону;
- P. n. nigrorum (Moseley, 1891) — південь Лусону, центральні Філіппіни;
- P. n. diuatae Salomonsen, 1953 — північний схід Мінданао;
- P. n. mindanensis (Hartert, E, 1903) — південь Мінданао;
- P. n. malindangensis (Mearns, 1909) — гора Малінданґ[en] (північний захід Мінданао);
- P. n. flavostriatus Salomonsen, 1953 — гора Кітанґлад[en] (північ Мінданао).

## Поширення і екологія
Острівні вівчарики живуть в гірських і рівнинних тропічних лісах.